# 애니메이션 매거진
《애니메이션 매거진》(영어: Animation Magazine)은 애니메이션 산업과 텔레비전 및 영화 애니메이션에 대한 비평을 다루는 잡지이다. 테리 토렌(Terry Thoren)이 1987년에 설립했으며, 본사는 캘리포니아주 칼라바사스에 있다.

## 같이 보기
- 애니메이션 월드 네트워크